# Winfried Hecht
Winfried Hecht (* 2. Februar 1941 in Stuttgart; † 17. Dezember 2024 in Rottweil) war ein deutscher Historiker. Als langjähriger Leiter des Stadtarchivs und -museums von Rottweil forschte und veröffentlichte er vor allem zur Ortsgeschichte der Stadt.

## Leben
Winfried Hecht wohnte mit seiner Familie seit 1944 in Rottweil. Hier besuchte er von 1947 bis 1951 die Katholische Volksschule und von 1951 bis 1960 das Albertus-Magnus-Gymnasium. Hier legte er sein Abitur ab. Von 1960 bis 1967 studierte er Geschichte, Romanistik und Politik in Tübingen, Poitiers, Coimbra und Würzburg. 1967 promovierte er an der Universität Würzburg mit einer Untersuchung über Die byzantinische Außenpolitik zur Zeit der letzten Komnenenkaiser 1180–1185.
Von 1968 bis 2006 war er Stadtarchivar und Museumsleiter in Rottweil. 1971 trat er in die SPD ein und wurde in den Kreistag gewählt, dem er mit kurzer Unterbrechung (2019/2020) bis 2024 angehörte. Von 1973 bis 2003 war er Vorsitzender des Rottweiler Geschichts- und Altertumsvereins und war bis zu seinem Tod dessen Ehrenvorsitzender und Bibliothekar. 1980 erhielt er den Peter-Haag-Preis des Schwäbischen Heimatbundes für die Restaurierung des Hauses Lorenzgasse 7 in Rottweil. 2003 wurde ihm die Heimatmedaille des Landes Baden-Württemberg verliehen. Am 25. Februar 2006 wurde Hecht offiziell in den Ruhestand verabschiedet und erhielt die Bürgermedaille in Gold. 2006 erhielt er das Bundesverdienstkreuz am Bande. 2014 wurde er zum Ritter des Silvesterordens ernannt. Er veröffentlichte zahlreiche regionalgeschichtliche Publikationen.

## Veröffentlichungen (Auswahl)
- Die Johanniterkommende Rottweil. Stadtarchiv Rottweil 1971.
- Bearb.: Sulz. Alte Stadt am jungen Neckar. Festschrift zur 700-Jahrfeier der Stadtrechtsverleihung. Stadt Sulz am Neckar 1984.
- Musik in der Reichsstadt Rottweil (= Veröffentlichungen des Stadtarchivs Rottweil. Bd. 9). Rottweil 1984.
- Kulturdenkmale in Rottweil. Ebert, Rottweil-Wellendingen 1986, ISBN 3-9800632-1-6 (2. Aufl. 1997).
- Das Dominikanerkloster Rottweil (= Veröffentlichungen des Stadtarchivs Rottweil. Bd. 13). Rottweil 1991.
- Bearb.: 1000 Jahre Bösingen und Herrenzimmern 994–1994. Beiträge zur Heimatgeschichte. Bösingen 1994.
- Rottweil 1802–1970. Von der Reichsstadt zur Großen Kreisstadt. Stadtarchiv Rottweil 1997, ISBN 3-928873-07-5.
- Rottweil 1643–1802. Die späte Reichsstadtzeit. Stadtarchiv Rottweil, Rottweil 1999, ISBN 3-928873-10-5.
- Rottweil 1529–1643. Von der konfessionellen Spaltung zur Katastrophe im 30jährigen Krieg. Stadtarchiv Rottweil 2002, ISBN 3-928873-18-0.
- Rottweil ca. 1340–1529. Im Herbst des Mittelalters. Stadtarchiv Rottweil 2005, ISBN 3-928873-28-8.
- Rottweil 771 – ca. 1340. Von „rotuvilla“ zur Reichsstadt. Stadtarchiv Rottweil 2007.
- Rottweil vor 771 n. Chr. Anfänge und Wurzeln der Stadtgeschichte. Stadtarchiv Rottweil 2008, ISBN 978-3-928873-35-2.
- Himmlische Hilf. Votivbilder vom oberen Neckar und der oberen Donau. Fink, Lindenberg im Allgäu 2012, ISBN 978-3-89870-719-0.
- Metallverarbeitung in der Reichsstadt Rottweil (= Kleine Schriften des Stadtarchivs Rottweil. Bd. 20). Stadtarchiv Rottweil 2013, ISBN 3-928873-44-X.
- Textiles Handwerk in der Reichsstadt Rottweil (= Kleine Schriften des Stadtarchivs Rottweil. Bd. 21). Stadtarchiv Rottweil 2014, ISBN 978-3-928873-48-2.
- mit Angela Hammer und Frank Huber: Rottweiler Fasnet. Oertel + Spörer, Reutlingen 2014, ISBN 978-3-88627-957-9.
- Rottweiler Feste und Bräuche durch das Jahr. Oertel + Spörer, Reutlingen 2014, ISBN 978-3-88627-370-6.
- Rottweil und seine Zünfte. 2. Aufl. Neckartal-Verlag, Rottweil 2017.
- Mühlen am obersten Neckar. Neckartal-Verlag, Rottweil 2017, ISBN 978-3-947459-06-3.
- mit Sabina Kratt: Rottweil. Altes und Neues entdecken. Neckartal-Verlag, Rottweil 2018, ISBN 978-3-947459-09-4.
- Kleine Geschichte der Reichsabtei Rottenmünster. Neckartal-Verlag, Rottweil 2018, ISBN 978-3-947459-07-0.
- Mitarb.: 500 Jahre Ewiger Bund zwischen der Schweizer Eidgenossenschaft und Rottweil 1519–2019. Festschrift zum Jubiläum (= Kleine Schriften des Stadtarchivs Rottweil. Bd. 26). Stadtarchiv Rottweil 2019, ISBN 978-3-00-062276-2.